# Perissogorgia penna
Perissogorgia penna is een zachte koraalsoort uit de familie Primnoidae. De koraalsoort komt uit het geslacht Perissogorgia. Perissogorgia penna werd in 1989 voor het eerst wetenschappelijk beschreven door Bayer & Stefani. 